# Римантадин
Римантадин (лат. Rimantadinum, англ. Rimantadine), римантадина гидрохлорид, в СССР — ремантадин — лекарственное средство из группы ингибиторов матриксного белка 2 (М2), препарат против вирусов гриппа, применяется для лечения и профилактики гриппа. В настоящее время является устаревшим препаратом из-за резистентности к нему у подавляющего большинства циркулирующих в популяции штаммов гриппа, его назначение пациентам более не рекомендуется.
В СССР исследованиями ремантадина занимались учёные Института оргсинтеза Академии наук Латвийской ССР в 1964—1969 годах, в 1969 году Янис Полис и Илзе Грава получили патент на оригинальный метод синтеза препарата. 

## История
Римантадин был впервые получен в 1963 году в американской компании DuPont & Co. группой под руководством Уильяма Причарда, исследовавшей производные амантадина, и запатентован в США в 1965 году в Вилмингтоне, штат Делавэр (на химическую формулу U.S. Patent 3 352 912, 1965 и на метод синтеза U.S. Patent 3 592 934, 1967). Предложенные У. Причардом методы синтеза основывались на получении римантадина из кетоксима путём восстановления алюмогидридом лития.
Эффективность римантадина в профилактике гриппа была продемонстрирована на животных в 1965 году и в клинических испытаниях в 1968 году. Группа под руководством Серджио Рабиновича в Университете Айовы продемонстрировала терапевтический эффект римантадина при эпидемии гриппа среди заключённых в Форт Мэдисон в 1969 году.

## Исследования в СССР
В Советском Союзе исследованиями химии адамантана занимался профессор Киевского политехнического института, исследователь Фёдор Степанов. Адамантан — углеводород с очень симметричной структурой молекулы, в которой 10 атомов углерода расположены в кристаллической решетке, как у алмаза, только свободное пространство между ними занимают атомы водорода. У производных этого вещества были в 1963 году обнаружены противовирусные свойства, и вскоре в советском научном вестнике «За рубежом» появилась информация об американском препарате фирмы Dupont «симетрел» (1-aминоадамтан) или «амантадин», для профилактики гриппа.
В октябре 1964 года Степанов выступил с лекцией в Институте органического синтеза АН Латвийской ССР, побудив его руководителя Соломона Гиллера начать поиски собственной формулы американского препарата, а не закупать его у американцев. 9 февраля 1965 года Гиллер впервые обсудил со своим аспирантом Янисом Полисом новый противовирусный препарат, а затем командировал его в Киев стажироваться у Степанова.
Вскоре в Риге группой под руководством Яниса Полиса и Илзе Гравы был ресинтезирован американский «симетрел» под названием «мидантан» Противовирусные свойства препарата исследовала лаборатория Музы Индулены в Институте микробиологии имени А. Кирхенштейна АН Латвийской ССР. Тем самым в Латвийской ССР впервые были предприняты исследования противовирусных свойств органических соединений, инициированные директором института академиком Ритой Кукайн и поддержанные руководителем Всесоюзного НИИ гриппа, лауреатом Ленинской премии Анатолием Смородинцевым. Смородинцев организовал клинико-эпидемологические исследования латвийского препарата.
Мидантан не был оригинальным препаратом, однако его производили в Риге и широко применяли для профилактики гриппа А. Он сохранил своё значение как средство против болезни Паркинсона и до сих пор включен в Регистр лекарств Латвии. Однако учёным было важно найти средство не только для профилактики, но и для лечения гриппа, для чего Янис Полис начал изучать производные адамантана, ресинтезировать их и передавать на дальнейшие вирусологические испытания в Институт микробиологии. Среди большого количества формул была найдена структурно близкая к мидантану: α-метил-1-адамантиламин, которую американцы назвали римантадином. Первый элементный анализ формулы Полис произвёл в Риге 5 ноября 1969 года. 12 декабря того же года было получено авторское свидетельство СССР о разработке процесса производства препарата, первоначально названного мераданом. 17 февраля 1970 года препарат был передан на испытания М.Индулене.
При исследовании зарегистрированного в американском патенте соединения было констатировано, что мерадан намного активнее мидантана и обладает, помимо профилактических, лечебными свойствами.
Оригинальная методика синтеза мерадана, предложенная группой под руководством Яниса Полиса и Илзе Гравы в Институте органического синтеза Академии наук Латвийской ССР, была защищена американским патентом (U.S. Patent 3 852 352, 1969).
Первый килограмм препарата Я.Полис синтезировал в своей лаборатории в Институте оргсинтеза в 1972 году, одновременно разработав производственный регламент для Экспериментального завода института. Завод обеспечил выпуск первой партии препарата для широких клинико-эпидемиологических испытаний в Ленинградском НИИ гриппа под руководством А. А. Смородинцева.
Поддержка Смородинцева и сотрудничество с ленинградским Институтом гриппа позволили ввести изобретение Полиса в медицинскую практику как лекарство. Название рЕмантадин предложил Смородинцев при регистрации препарата в Фармакологическом комитете СССР в 1975 году. Результаты испытаний мерадана академик АМН представил научной общественности во время командировки в США, вызвав сенсацию представленным обширным эпидемиологическим материалом и подтверждёнными данными об эффективности препарата на основе клинических испытаний. Под влиянием этой поездки Смородинцев и предложил сменить имя лекарства. Интересно, что в самих США промышленное производство римантадина так и не было развёрнуто, указывал латвийский академик-химик Я.Страдыньш, объясняя это невозможностью развернуть в условиях частной медицины столь масштабные клинико-эпидемиологические испытания препарата, как это было сделано в СССР.

## Физические свойства
Белый кристаллический порошок, горький на вкус. Растворим в спирте, трудно — в воде.

## Химические свойства
Слабое основание.

## Эффективность и безопасность
Согласно инструкции, римантадин эффективен в отношении различных штаммов гриппа А, простого герпеса типа I и II, клещевого энцефалита (центральноевропейского и российского весенне-летнего вируса из группы арбовирусов сем. Flaviviridae).
В XXI веке римантадин потерял прежнюю эффективность против вирусов гриппа. В 2011 году Центры по контролю и профилактике заболеваний США констатировали, что почти 100 % штаммов вируса гриппа A(H3N2) и A(H1N1), циркулирующих в человеческой популяции, устойчивы к действию препарата, и рекомендовали более не назначать его пациентам. В 2007 году Формулярный комитет РАМН отнёс римантадин к устаревшим препаратам с недоказанной эффективностью. Среди устойчивых к римантадину — вирусы гриппа А H3N2 и H1N1.
Для животных римантадин тератогенен и эмбриотоксичен и потенциально опасен также и для человека, хотя исследования его влияние на течение беременности у людей не проводились.

## Фармакологическое действие
Римантадин, являясь ингибитором поверхностного белка вируса, действует против вирусов гриппа А, простого герпеса типа I и II, клещевого энцефалита (центральноевропейского и российского весенне-летнего вируса из группы арбовирусов сем. Flaviviridae). Также оказывает антитоксическое и иммуномодулирующее действие.
Достаточно медленная метаболизация (T1/2 обычно более суток) обуславливает длительную циркуляцию римантадина в организме, что позволяет применять его не только с терапевтической, но и с профилактической целью. Подавляет раннюю стадию специфической репродукции (после проникновения вируса в клетку и до начальной транскрипции РНК); индуцирует выработку интерферонов альфа и гамма, увеличивает функциональную активность лимфоцитов — естественных киллеров (NK-клеток), T- и B-лимфоцитов.
Являясь слабым основанием, повышает pH эндосом, имеющих мембрану вакуолей и окружающих вирусные частицы после их проникновения в клетку. Предотвращение ацидификации в этих вакуолях блокирует слияние вирусной оболочки с мембраной эндосомы, предотвращая таким образом передачу вирусного генетического материала в цитоплазму клетки. Римантадин угнетает также выход вирусных частиц из клетки, то есть прерывает транскрипцию вирусного генома.
Профилактическое назначение римантадина в суточной дозе 200 мг уменьшает риск заболевания гриппом, а также снижает выраженность симптомов гриппа и серологической реакции. Некоторое терапевтическое действие может также проявиться при его назначении в первые 18 часов после развития первых симптомов гриппа.

## Фармакокинетика
После перорального приёма римантадин почти полностью всасывается в кишечнике вне зависимости от лекарственной формы. Абсорбция — медленная. TCmax — 1-4 ч. Связь с белками плазмы — около 40 %. Объём распределения у взрослых 17—25 л/кг, у детей 289 л/кг. Концентрация в носовом секрете на 50 % выше, чем плазменная. Величина Cmax при приеме 100 мг 1 раз в сутки — 181 нг/мл, по 100 мг 2 раза в сутки — 416 нг/мл.
Римантадин метаболизируется в печени. T1/2 у взрослых 20—44 лет — 25—30 часов, у пожилых пациентов (71—79 лет) и у пациентов с хронической печеночной недостаточностью — около 32 часов, у детей 4—8 лет — 13—38 часов; более 90 % выводится почками в течение 72 ч, в основном в виде метаболитов, 15 % — в неизмененном виде.
При ХПН T1/2 увеличивается в 2 раза. У лиц с почечной недостаточностью и у лиц пожилого возраста может накапливаться в токсических концентрациях, если доза не корректируется пропорционально уменьшению клиренса креатинина. Гемодиализ оказывает незначительное действие на клиренс римантадина.

### Лекарственное взаимодействие
Парацетамол снижает Cmax римантадина на 11 %, Ацетилсалициловая кислота — на 10 %. Циметидин снижает клиренс римантадина на 18 %.

## Применение
Римантадин применялся при лечении и профилактике гриппа типа А против адамантан-чувствительные штаммов. В США с 2011 года более не рекомендован к применению из-за устойчивости этих вирусов к нему.

## Противопоказания
Гиперчувствительность, беременность, лактация, детский возраст (до 1 года).
Римантадин, как и амантадин, относится к категории «С» для беременных, никаких клинических исследований безопасности их применения для беременных не проводились. Докладывалось только о двух случаях использования амантадина для лечения тяжелой формы гриппа у беременной женщины в третьем триместре. Однако, как было показано при исследованиях на животных, амантадин и римантадин являются тератогенными и эмбриотоксичными при введении в достаточно высоких дозах.
Пациентам с эпилепсией римантадин назначают с осторожностью. Также и при тяжелой хронической почечной недостаточности и печеночной недостаточности.

## Побочные действия
Римантадин может вызывать потерю сознания и псевдоэпилептический припадок. Со стороны ЦНС может приводить к снижению способности к концентрации внимания, бессоннице, головокружению, головной боли, нервозности, чрезмерной утомляемости, галлюцинациям, сонливости. Со стороны пищеварительной системы может вызвать сухость во рту, анорексию, гастралгию, тошноту и рвоту.